# Epomophorus anselli
Epomophorus anselli is een vleermuis uit de familie vleerhonden (Pteropodidae) die voorkomt in Malawi. Hij is genoemd naar W.F.H. Ansell voor diens belangrijke bijdragen aan de mammalogie van Afrika.

## Kenmerken
E. anselli is een middelgrote soort uit de Epomophorus gambianus-groep. Hij heeft brede vleugels, een smal uropatagium, en geen witte vlek op de buik, zoals veel andere Epomophorus-soorten.
| Grootte             | Mannetje | Vrouwtje |
| Armlengte (mm):     | 77.4     | 67.5     |
| Schedellengte (mm): | 47.1     | 38.7     |

## Soortenbeschrijving
Er zijn twee exemplaren, een mannetje (het holotype) en een vrouwtje bekend. Vijf andere exemplaren vertegenwoordigen waarschijnlijk ook E. anselli. Het holotype werd eerder tot E. labiatus gerekend, maar omdat E. anselli samen voorkomt met E. cf. labiatus en E. g. crypturus, werd deze interpretatie later verworpen. Een andere mogelijkheid is dat E. anselli een hybride is van die beide soorten, dat is echter onwaarschijnlijk omdat ze in ongeveer even grote aantallen voorkomen.